# Sonate dal caso
Sonate dal caso è un album della cantante Naïf Hérin, pubblicato nel 2007 dalla casa discografica TdE ProductionZ.
Comprende tre brani per solo pianoforte e la musicista ha così descritto il suo lavoro: "Spesso mi ritrovo al piano a suonare condotta dal caso, il suo suono mi rilassa, dilata il tempo. Ho registrato 3 pezzi, il primo si intitola Meno ed è stato suonato solo con i tasti bianchi, il secondo Più suonato con tasti bianchi e neri e il terzo Per suonato solo con i tasti neri. L'obiettivo è di diventare uno strumento del caso e giocare con esso...".

## Tracce
1. - - 10.38 - (Christine Hérin)
2. + - 6.22 - (C. Hérin)
3. x - 4.33 - (C. Hérin)